# Dmitri Botsjkarjov
Dmitri Botsjkarjov (Russisch: Дмитрий Бочкарев) (Leningrad, 28 december 1958) is een voormalig langebaanschaatser uit de Sovjet-Unie.
Dmitri Botsjkarjov was in 1981 op de ijsbaan van Oslo dicht bij een podiumplaats bij een WK Allround, hij werd vierde. Een jaar later op de Kunstijsbaan Drenthe (Assen) lukte hem dat wel en werd hij tweede, het was zijn enige internationale medaille. Nationaal nam hij drie keer plaats op het erepodium bij de allroundkampioenschappen van de Sovjet-Unie, in 1983 werd hij derde, in 1985 kampioen en in 1988 tweede.

## Persoonlijke records
| Afstand      | Tijd     | Datum            | Baan       |
| ------------ | -------- | ---------------- | ---------- |
| 500 meter    | 38,6     | 23 maart 1981    | Medeo      |
| 1000 meter   | 1.17,93  | 5 maart 1982     | Divnogorsk |
| 1500 meter   | 1.55,63  | 25 december 1982 | Medeo      |
| 3000 meter   | 4.03,98  | 28 maart 1979    | Medeo      |
| 5000 meter   | 6.50,83  | 17 maart 1986    | Medeo      |
| 10.000 meter | 14.12,81 | 28 december 1982 | Medeo      |

## Resultaten
| Jaar | EK Allround | Olympische Spelen | WK Allround | WK Junioren |
| ---- | ----------- | ----------------- | ----------- | ----------- |
| 1979 |             |                   |             | 9e          |
| 1980 |             |                   | 14e         |             |
| 1981 |             |                   | 4e          |             |
| 1982 | 6e          |                   | Zilver      |             |
| 1983 | 16e         |                   | 5e          |             |
| 1984 |             | 6e 10.000m        | NC22        |             |
| 1985 | NC20        |                   |             |             |
| 1986 |             |                   |             |             |
| 1987 |             |                   |             |             |
| 1988 | 8e          | 17e 5000m         |             |             |

### Medaillespiegel
| Kampioenschap     | Goud · | Zilver · | Brons · |
| ----------------- | ------ | -------- | ------- |
| EK Allround       | 0      | 0        | 0       |
| Olympische Spelen | 0      | 0        | 0       |
| WK Allround       | 0      | 1        | 0       |
| WK Junioren       | 0      | 0        | 0       |